# Schizocarpum reflexum
Schizocarpum reflexum là một loài thực vật có hoa trong họ Cucurbitaceae. Loài này được Rose miêu tả khoa học đầu tiên năm 1903.